# Riverhead (Harbour Grace)
Riverhead is een plaats in de Canadese provincie Newfoundland en Labrador. Ze ligt in het zuidoosten van het eiland Newfoundland en maakt deel uit van de gemeente Harbour Grace.

## Geschiedenis
In 1886 werd te Riverhead de Rooms-Katholieke St. Joseph's Church gebouwd.
In 1988 kregen de inwoners van Riverhead voor het eerst een beperkte vorm van lokaal bestuur doordat de plaats erkend werd als een local service district (LSD). Zes jaar later hield dit LSD reeds op met bestaan doordat de plaats geannexeerd werd door de gemeente Harbour Grace. Sinds 1 januari 1994 is Riverhead officieel erkend als een buurt (neighbourhood) in die gemeente.

## Geografie
Riverhead bevindt zich op het schiereiland Bay de Verde, dat een noordelijk subschiereiland van Avalon is. De plaats is gelegen aan de monding van de Bannerman River in het westelijke uiteinde van de Harbour Grace. Dat is een grote natuurlijke haven en zijbaai van de Conception Bay.
Riverhead is deels vergroeid met enerzijds het dorp Harbour Grace en anderzijds de buurt Harbour Grace South, die respectievelijk aan de noord- en zuidzijde van de Harbour Grace liggen. De plaats is gelegen langs provinciale route 70.

## Scheepswrak
Een opvallend zicht en toeristische attractie in Riverhead en Harbour Grace is het vrij goed bewaarde scheepswrak van de SS Kyle. Dat grote schip kwam in 1967 vlak voor de kust in ondiep water vast te zitten en is nooit weggehaald.

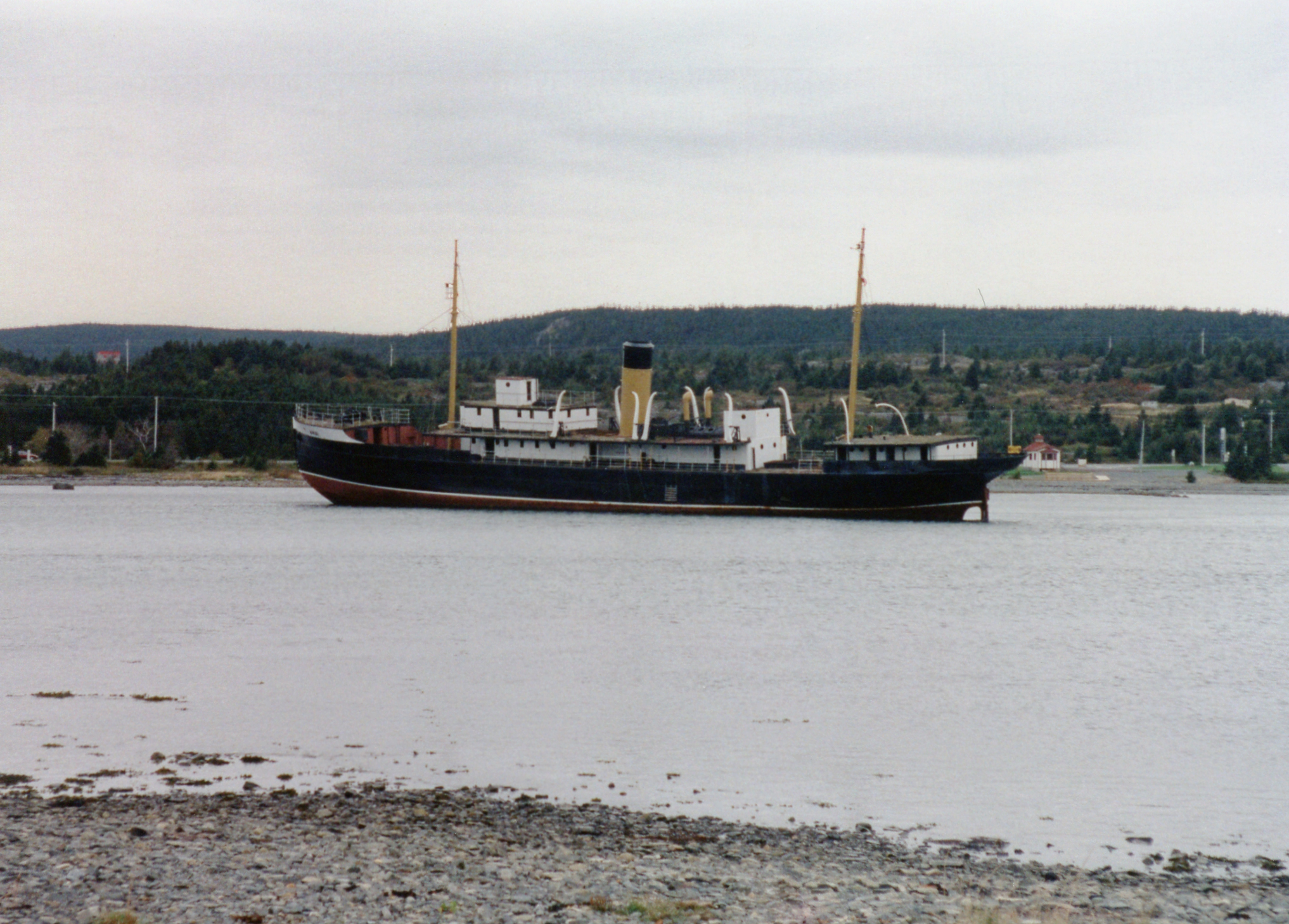
Zicht op het wrak van de SS Kyle uit 2008